# Google Allo
Google Allo a fost o aplicație mobilă de mesagerie instantanee de la Google pentru sistemele de operare mobile Android și iOS, cu un client web disponibil în unele browsere web. S-a închis pe 12 martie 2019.
Aplicația folosea numerele de telefon ca identificatori, permițând utilizatorilor să facă schimb de mesaje, fișiere, note vocale și imagini. Aceasta includea un asistent virtual care genera sugestii automate de răspuns și un mod criptat opțional cunoscut sub numele de mod incognito. De asemenea, utilizatorii puteau redimensiona mesajele și adăuga doodle-uri și autocolante pe imagini înainte de a le trimite.
Înainte de lansare, Google a promovat confidențialitatea puternică în cadrul aplicației, cu un accent deosebit pe mesajele stocate „temporar și într-o formă neidentificabilă”. Cu toate acestea, la lansare, confidențialitatea a fost redusă în mod semnificativ, Google păstrând înregistrări ale mesajelor pe termen nelimitat (sau până când utilizatorul șterge mesajele) în încercarea de a îmbunătăți funcția „răspuns inteligent” a aplicației.

## Istoric
Allo a fost anunțat la conferința dezvoltatorilor Google din 18 mai 2016. La momentul respectiv, Google a declarat că va lansa Allo în vara anului 2016, și l-au lansat pe 21 septembrie 2016. În timpul dezvăluirii smartphone-ului Google Pixel în octombrie 2016, a anunțat că Allo va fi preinstalat pe telefoanele Pixel, împreună cu aplicația sa soră, Google Duo. În februarie 2017, un tweet al vicepreședintelui de comunicare al Google, Nick Fox, a arătat o captură de ecran a Allo care rulează ca aplicație web, împreună cu cuvintele: „Încă în fază incipientă de dezvoltare, dar vine pe un desktop aproape de tine..." Un alt tweet al lui Fox din mai a declarat că clientul web era „la o lună sau două de la lansarea publică”.
În august, Google Allo pentru web a fost lansat pentru utilizatorii Android care utilizează Google Chrome, în timp ce suportul pentru Firefox, Opera și iOS a fost lansat în octombrie.
În aprilie 2018, s-a raportat că Google ar fi „pus pe pauză” dezvoltarea Allo. Anil Sabharwal, noul șef al grupului de comunicații de la Google, a declarat că angajații săi vor lucra în principal la implementarea profilului universal RCS (Rich Communication Services) bazat pe operator, sub marca „Chat”. Acesta a fost implementat în cadrul aplicației Android Messages utilizată pentru SMS-uri.
În decembrie 2018, Google a anunțat că va încheia suportul pentru Allo în martie 2019. O actualizare finală a aplicației a permis utilizatorilor să exporte mesajele de chat din Allo. Serviciul Allo a fost închis complet pe 14 martie 2019, pagina sa principală recomandând utilizatorilor să încerce aplicația Mesaje de la Google ca alternativă.

## Caracteristici
Allo s-a bazat pe numere de telefon, nu pe rețele sociale sau conturi de e-mail. Funcția „Răspuns inteligent” a Allo a utilizat tehnologia de învățare automată a Google pentru a sugera un răspuns la ultimul mesaj, care putea fi selectat din câteva opțiuni. Caracteristica a analizat, de asemenea, imaginile trimise utilizatorului pentru a sugera răspunsuri. Similar cu funcția de răspuns inteligent întâlnită în aplicația Inbox a Google, aceasta a învățat din comportamentul utilizatorului pentru a-și adapta sugestiile în timp. Allo a fost una dintre aplicațiile care au acceptat Asistentul Google, un asistent virtual care permite utilizatorilor să pună întrebări și să primească răspunsuri într-o conversație bidirecțională. Printre caracteristicile suplimentare se numără „Whisper Shout”, care permite utilizatorului să mărească sau să micșoreze dimensiunea unui mesaj pentru a reprezenta volumul,  și capacitatea de a desena pe fotografii înainte de a le trimite.
În noiembrie 2016, Google a introdus Smart Smiley, o funcție care sugera emoji și autocolante în funcție de starea de spirit a mesajului. Smart Smiley a afișat, de asemenea, sugestii la începerea unei conversații noi. În plus, au fost adăugate în același timp teme de fundal pentru conversații.
În martie 2017, a fost adăugată o bibliotecă GIF în bara de compunere, precum și acces mai ușor cu o singură atingere la Asistentul Google și emoji animate. Tot în martie a fost o actualizare care a permis utilizatorilor Android să trimită diverse tipuri de fișiere, inclusiv PDF-uri, documente, APK-uri, arhive ZIP și piese MP3 prin Allo. În mai, aplicația a fost actualizată pentru a permite utilizatorilor să facă copii de rezervă și să restaureze chat-urile, a adăugat un mod Incognito pentru chat-urile de grup și a introdus previzualizări pentru link-uri. Mai târziu, în aceeași lună, Fast Company a raportat că Google a actualizat Allo pentru a adăuga autocolante de desene animate pe fotografiile selfie, alimentate de o tehnologie de inteligență artificială capabilă să producă animații de „563 de cvadrilioane de fețe”. În completarea autocolantelor selfie, Google a lansat, de asemenea, „clipuri selfie”, scurte videoclipuri în buclă ale feței utilizatorului. În iunie, a fost inclusă posibilitatea de a efectua apeluri video sau audio Google Duo direct din chat-urile Allo. În luna următoare au fost adăugate reacțiile la mesaje, utilizatorii putând apăsa pe o inimă sub mesajele primite. O funcție de traducere în chat a apărut pentru unii utilizatori în versiunea 17 și a fost implementată pentru toți în versiunea 18, aceasta din urmă fiind lansată în septembrie. În noiembrie 2017 au fost adăugate controale pentru chat-urile de grup, care puteau fi activate pentru noile chat-uri de grup. În versiunea 25, au apărut transcrieri automate pentru mesajele audio, deși acestea puteau fi dezactivate în setări.

### Modul incognito
Modul incognito a fost un mod opțional care a inclus chat-uri care expiră, notificări private și criptare end-to-end. Pentru criptare, aplicația a utilizat Protocolul Signal. Modul incognito nu a inclus nicio funcție Smart Reply sau Asistent Google. Atunci când utilizatorul primea un autocolant dintr-un pachet de autocolante pe care nu îl avea deja instalat pe dispozitiv, aplicația recupera autocolantul de pe serverele Google utilizând securitatea, dar nu și criptarea end-to-end.

## Recepție

### Asistent virtual
Mark Hachman de la PC World a dat o recenzie favorabilă asistentului virtual Allo, spunând că a fost un „pas înainte față de Cortana și Siri”.

### Criptare opțională
După introducerea Allo la Google I/O, Google a fost criticat de experții în securitate și de susținătorii vieții private pentru că criptarea end-to-end a fost dezactivată în mod implicit, ceea ce, potrivit acestora, lasă aplicația deschisă supravegherii guvernamentale. Edward Snowden, denunțător și fost contractor NSA, a criticat aplicația pe Twitter, afirmând că „decizia Google de a dezactiva criptarea end-to-end în mod implicit în noua sa aplicație de chat #Allo este periculoasă și o face nesigură”.
Thai Duong, un co-șef al echipei de securitate a produselor Google, a scris într-o postare pe blogul personal că va milita pentru adăugarea unei setări care să permită utilizatorilor să aibă criptarea activată tot timpul. Cu toate acestea, el a retras ulterior declarația.

### Păstrarea mesajelor
Atunci când Allo a fost introdus pentru prima dată, dezvoltatorii săi au vorbit despre stocarea mesajelor non-incognito doar „temporar și într-o formă neidentificabilă”. La lansare, Google a dezvăluit că va stoca în schimb toate mesajele non-incognito pe termen nelimitat (sau până când utilizatorul le va șterge) pentru a îmbunătăți funcția încorporată de „răspuns inteligent”. Russell Brandom de la The Verge a comentat că „decizia va avea consecințe semnificative pentru accesul forțelor de aplicare a legii la mesajele Allo. În mod implicit, mesajele Allo vor fi acum accesibile cererilor legale de mandat, la fel ca datele mesajelor din Gmail și Hangouts”.

### Alte probleme de confidențialitate
În martie 2017 au apărut rapoarte conform cărora o eroare a Asistentului Google din aplicația Allo ar partaja accidental rezultatele unei conversații din istoricul de căutare al unei persoane, în ciuda faptului că căutarea nu a fost menționată anterior de celălalt participant la chat sau în conversație. Google a recunoscut problema și a declarat că aceasta a fost remediată.